# مارجوري ستيفنسون
مارجوري ستيفنسون (بالإنجليزية: Marjory Stephenson)‏ (ولدت 24 يناير 1885 - 12 ديسمبر 1948) كانت عالمة كيمياء حيوية بريطانية. كانت واحدة من أوائل النساء اللاتي أنتخبن كزملاء في الجمعية الملكية ( الأولى هي كاثلين لونسدال) في عام 1945.
كتبت مارجوري ستيفنسون كتاب (الأيض البكتيري) سنة 1930، تضمّن الكتاب ثلاثة أجزاءن وكان مرجعاً علميّاً موحّداً لعدّة أجيال من علماء الأحياء المجهريّة. كانت ستيفنسون واحدة من مؤسّسي الجمعيّة الأمريكيّة لعلم الأحياء الدقيقة، وشغلت أيضاً منصب الرئيس الثاني لنفس الجمعيّة. أسّست الجمعيّة في عام 1953 سلسلة محاضرات وأسمتها باسم ستيفنسون تخليداً لذكراها (وأصبحت تُعرف الآن باسم محاضرات جائزة مارجوري ستيفنسون)، وهي الجائزة الرئيسيّة للجمعيّة، وتُمنح كلّ سنتين للمساهمات المتميّزة في مجال علم الأحياء المجهريّة.

## الطفولة والتعليم
نشأت ستيفنسون في قرية بورول التي تقع على حافّة سهل فينز الساحلي في مقاطعة كامبريدجشير بين بلدة نيوماركت ومدينة كامريدج. والد مارجوري هو (روبيرت ستيفنسون) (وُلد في 1847 وتُوفّي في 1929) هو مزارع، ومسّاح للأراضي، وصاحب شركة لتصنيع الإسمنت، ووالدتها سارة روجيرز (وُلدت في 1848 وتوفّيت في 1925). كان والد مارجوري (روبيرت) شخصيّة بارزةً في المجتمع المحلّي، وتمّ تعيينه كقاض صلح في مقاطعة كامبريدجشير وأصبح فيما بعد نائب القائم مقام في نفس المقاطعة، كان روبيرت ستيفنسون رئيساً لمجلس المقاطعة على حدّ سواء. وظّف روبيرت العديد من السكّان المحلّيّين لصالح عمله بالإسمنت. كان جدّا ستيفنسون الاثنين روبرت ماثيو ستيفنسون (وُلِد في 1815 وتوفّي في 1870) و صاموئيل روجرز مدرّبا خيول سباق في مركز ضخم لتدريب الخيول في بلدة نيوماركت. كان جدّ ستيفنسون صاموئيل روجرز فارساً قبل أن يصبح مدرّباً لخيول السباق.
كانت مارجوري أصغر أخوتها بفارق تسع سنواتها من أصغر أخوتها. استلهمت شغفها بالعلوم من مربّيتها آنّا جين بوترايت ابنة نجّار من بلدة بونغاي (تزوّجت محامٍ وسمّت ابنتها على اسم مارجوري ستيفنسون). درست مارجوري في مدرسة بيرخامستد للبنات في مقاطعة هارتفوردشير بإنكلترا.
التحقت ستيفنسون في عام 1903 بكلّيّة نيونهام في جامعة كامبريدج. درست أليس ماري ستيفنسون (إحدى شقيقات مارجوري) التاريخ في نفس الكلّية وأصبحت كبيرة المعلّمين في مدرسة فرانسيس هولّند في لندن)، أمّا شقيقها روبرت فقد تخرّج من كلّيّة بيمبروك في جامعة كامبريدج. درست مارجوري العلوم الطبيعيّة وحضرت دروساً في الكيمياء، وفي علم وظائف الأعضاء، وعلم الحيوان بهدف التقدّم للجزء الأوّل من امتحان التخرّج من قسم العلوم الطبيعيّة. كانت المرأة في الوقت التي درست فيه ستيفنسون وتخرّجت لا تزال مستبعدةً من العمل في مختبرات الكيمياء، ومن مختبرات علم الحيوان على حدٍّ سواء. ضمّت كلّيّة نيونهام مخبر كيمياء خاصّ، وحضرت الفتيات المحاضرات العمليّة لقسم علم الأحياء في مخبر بلفور.

## الحياة المهنيّة المبكرة والخدمة في الحرب
```
كانت ستيفنسون تنوي دراسة الطبّ بعد تخرّجها من نيونهام، لكن خطتها هذه قد تغيّرت لعدم امتلاكها المال الكافي، وأصبحت مدرّسة محلّيّة للعلوم، بدأت العمل كمدرّسة في كلّيّة غلوسيستير كاونتي التدريبيّة ثمّ انتقلت إلى كلّيّة كينجز للعلوم المنزليّة والاقتصاد المنزليّ في لندن [4] تشاركت ستيفنسون السكن مع المؤرّخة ميرا كورتس في شقّة في 
لندن
 وهي التي تولّت في ما بعد مسؤوليّة كلّيّة نيونهام. لم تجد ستيفنسون ما يرضي شغفها بالعلم في علوم الاقتصاد المنزليّ، ولذلك فقد كانت ممتنّةً لروبيرت بليمير المؤسّس المشارك لجمعيّة الكيمياء الحيويّة (التي أصبحت فيما بعد "مجتمع الكيمياء الحيويّة") الذي دعاها لأن تصبح باحثة في مختبره في كلّيّة لندن الجامعيّة، وافقت ستيفنسون على عرض بليمير ودرست عمليّات الأيض والتغذية في مختبره. تمّ منح مارجوري زمالة بيت التذكاريّة في عام 1913. توقّف عملها بعد ذلك بسبب 
الحرب العالمية الأولى
.
[
8
]
```

أدارت ستيفنسون بعد انضمامها للصليب الأحمر مطابخ إحدى المستشفيات في فرنسا، وأصبحت فيما بعد قائدة سريّة المساعدة الطوعيّة في مدينة سالونيك اليونانيّة. تمّت الإشارة إليها في الإرساليّات، وتمّ تكريمها في شهر ديسمبر/ كانون الأوّل من العام 2018 برتبة الإمبراطوريّة البريطانيّة، وبوسام الصليب الأحمر الملكي، تقديراً لعملها. أصبحت مارجوري في ما بعد –نتيجة لخبرتها الواسعة بالعمل في الحرب- داعية سلام وعضواً ناشطاً في جماعة علماء كامبريدج المناهضين للحرب.